# Synorthocladius asamasecundus
Synorthocladius asamasecundus är en tvåvingeart som beskrevs av Sasa 1991. Synorthocladius asamasecundus ingår i släktet Synorthocladius och familjen fjädermyggor. Inga underarter finns listade i Catalogue of Life.